# دايفيد أ. اولسن
دايفيد أ. اولسن (بالإنجليزية: David A. Olsen)‏ هو شخصية أعمال أمريكي، ولد في 1937، وتوفي في 14 نوفمبر 2009.

## وصلات خارجية
- دايفيد أ. اولسن على موقع إن إن دي بي (الإنجليزية)